# Битва под Кромами
Битва под Кромами — первое боестолкновение войск Ивана Болотникова с войсками царя Василия Шуйского в августе 1606 года. Битву под Кромами не следует путать с осадой Кром 1605 года, когда войско Бориса Годунова безуспешно пыталось овладеть этим важным опорным пунктом войска Лжедмитрия I.

## Ход событий
Кромы не приняли нового царя Василия Шуйского, провозглашённого после смерти Лжедмитрия I, и были среди тех южных городов, которые поддержали выступившего из Северской земли Ивана Болотникова. Василий Шуйский организовал против мятежных городов «польской поход». Часть войск была направлена на стратегически важные Кромы, располагавшиеся на пути из Северской земли в Москву. Передовой полк царского войска во главе с Михаилом Нагим неожиданно напал на отряды Болотникова и оттеснил их от города, однако сами Кромы оставались неприступными. К их осаде приступили подошедшие за отрядом Нагого три полка под командованием князя Юрия Трубецкого. Однако осада города, которая протекала одновременно с возглавляемой князем Иваном Воротынским осадой Ельца, к его взятию не привела. Первый целенаправленный удар войска Болотникова пришёлся на царские полки под Кромами. В результате битвы войска Шуйского потерпели полное поражение и отошли к Орлу.
Поражение царских полков под Кромами усилило шаткость[уточнить] городов на юге государства, в том числе от Василия Шуйского отложился и Орёл, куда прибыли бежавшие из-под Кром служилые ратники. Им пришлось бежать дальше на север, некоторые представители северных городов просто оставили службу и разбрелись по домам.
Сведения о военной победе болотниковцев под Кромами встречаются главным образом в иностранных источниках, тогда как царские летописцы попытались этот момент сгладить, изобразив дело как добровольное отступление.